# Krzyżowa (Prądnik Korzkiewski)
Krzyżowa – skała nad lewym brzegiem doliny Prądnika w południowej części Ojcowskiego Parku Narodowego, w miejscowości Prądnik Korzkiewski. Na jej szczycie zamontowany jest duży krzyż.  Skała ta sąsiaduje ze skałą Kopcową. Obydwie zbudowane są z wapieni i dolomitów. U ich podnóża znajduje się Dom Pomocy Społecznej braci Albertynów. Dawniej bezpośrednio pod samą Skałą Krzyżową znajdował się dom małżeństwa Indyków, którzy użyczali noclegów i gościny turystom zwiedzającym Dolinę Prądnika. Nocował w nim m.in. Fryderyk Chopin w lipcu 1829 roku.

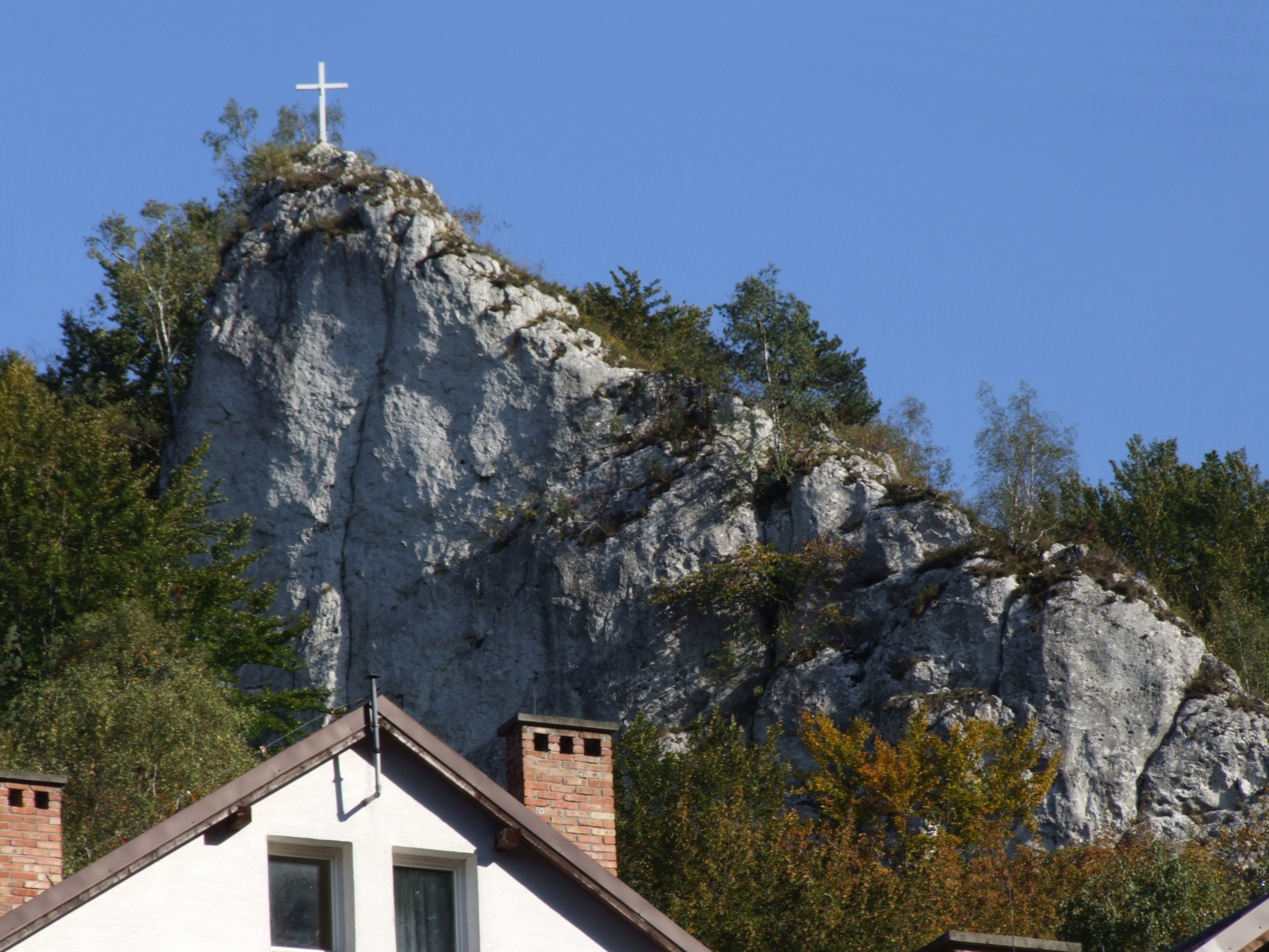
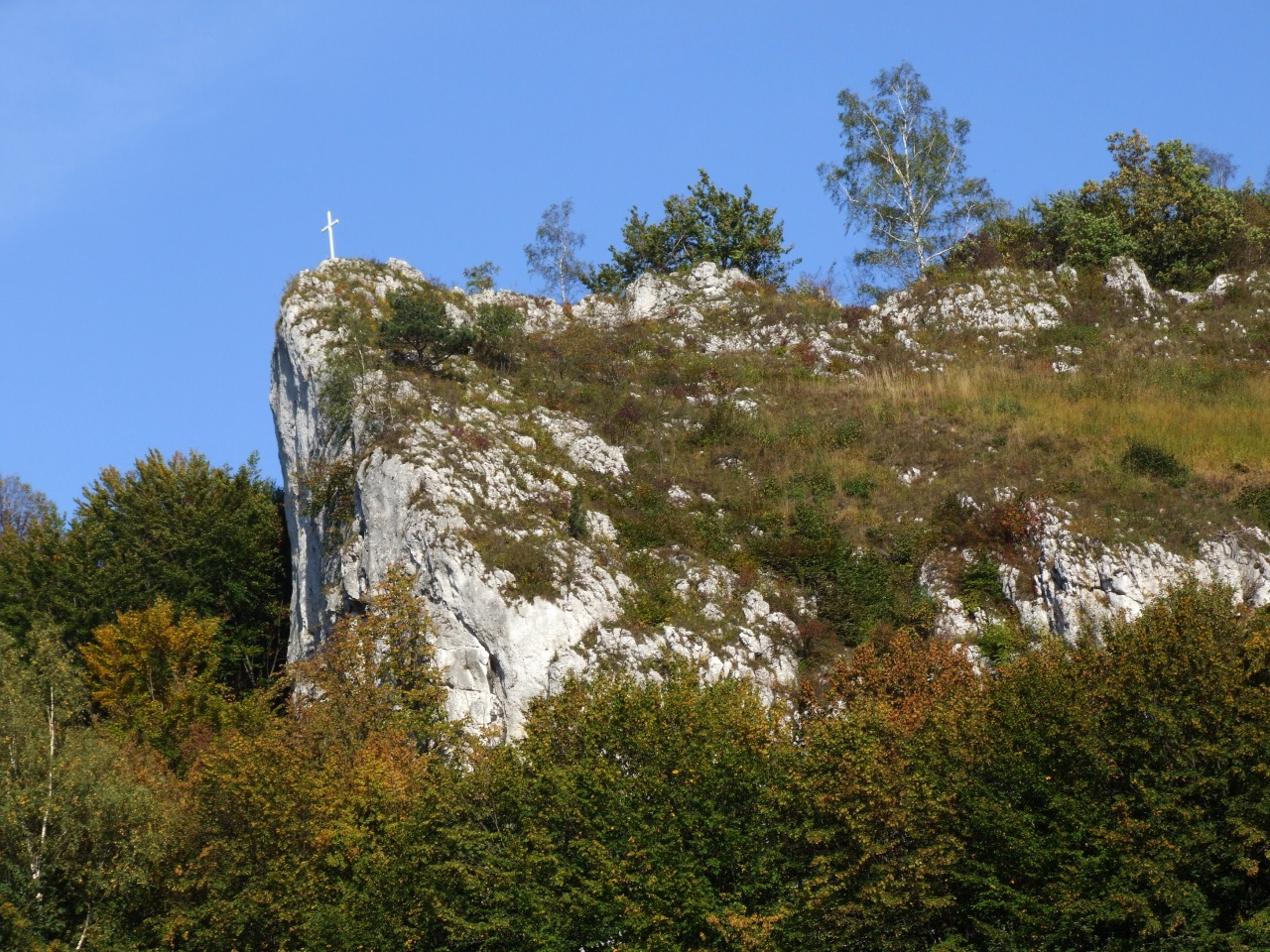
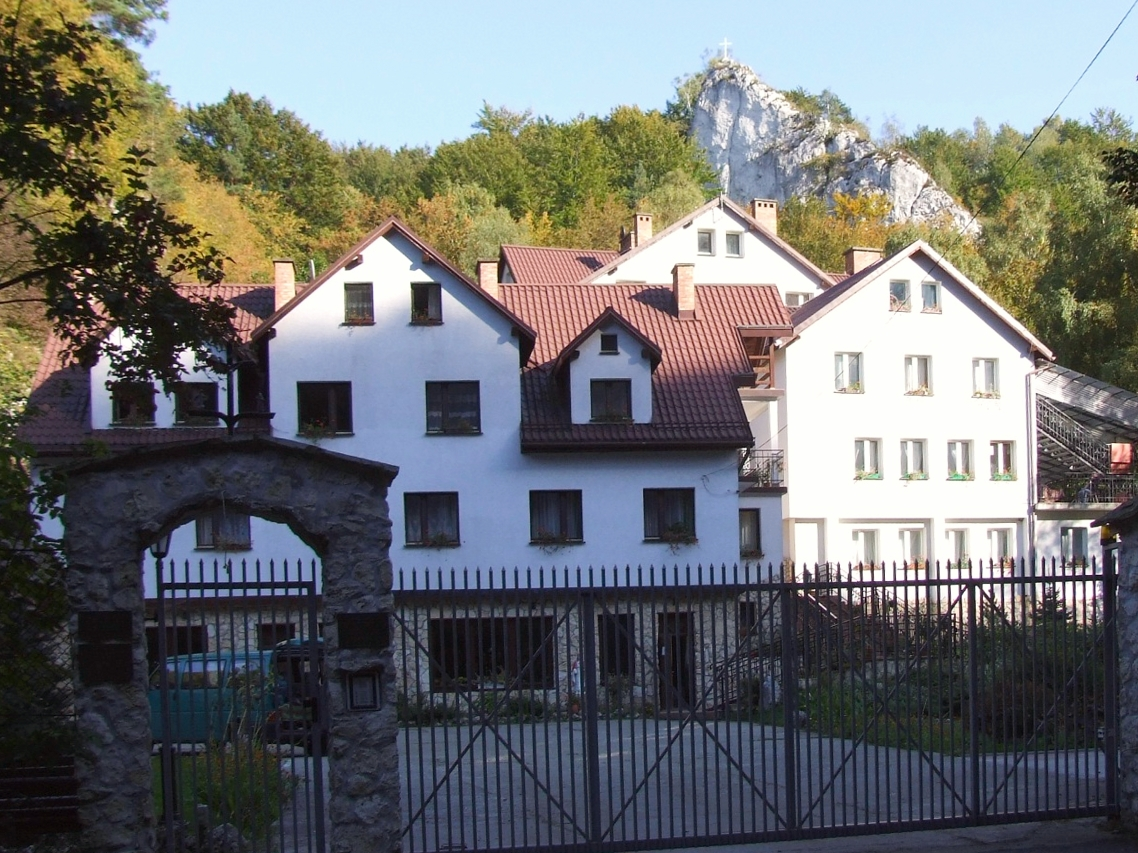

W Dolinie Prądnika jest jeszcze druga skała Krzyżowa. Wznosi się w Ojcowie w masywie Złotej Góry.